# Володьчине життя
«Володьчине життя» (рос. «Володькина жизнь») — радянський художній двосерійний телефільм 1984 року, знятий на Кіностудії ім. О. Довженка.

## Сюжет
Телефільм за романом Анатолія Буковського і Володимира Федорова «Все Володчине життя». Про саратовського хлопця Володю Плесова. У шістнадцять років хлопчисько добровольцем пішов на фронт, воював так, як воюють дорослі. Знайшов багато друзів, втратив кохану дівчину. Напередодні Перемоги потрапив в госпіталь, отримав орден і подумав, що треба повертатися додому…

## У ролях
- Сергій Буковський — Володя Плесов
- Сергій Каденський — Володя в дитинстві
- Ніна Антонова — Катерина Плесова
- Анатолій Барчук — Андрій Плесов
- Богдан Ступка — Баскетіс
- Володимир Лізунов — Коля Колишкін
- Вікторія Корсун — Людмила Плесова
- Ірина Жалибіна — Пашка
- Юрій Медведєв — Інокентійович
- Зінаїда Воркуль — бабка Дар'я
- Георгій Назаренко — Сорока, старшина батареї
- Юрій Назаров — Юрій Федорович Проворов, капітан, Герой Радянського Союзу
- Андрій Подубинський — Іван Синеоков, комбат, капітан
- Гедимінас Гірдвайніс — Євгенов
- Ірина Мельник — Ніна Василюк, санінструктор
- А. Усабеков — Ріксєєв, зв'язківець
- Олена Антонова — Алла Проскуріна, санінструктор
- Костянтин Степанков — Іван Гаврилович Клименко, капітан
- Сергій Підгорний — лейтенант Сомов
- Леонід Яновський — лейтенант Бурунок
- Микола Олійник — лейтенант Фролов
- Валентин Грудінін — санітар в Саратові
- Микола Гудзь — носій в Саратові
- Марія Капніст — вчителька німецької
- Оксана Григорович — Катя
- Тетяна Антонова — Оля
- Олександр Толстих — інтендант
- Борис Александров — носій
- Ю. Клименко — епізод
- Петро Філоненко — військовий в човні в перший день війни
- Юрій Дубровін — військовий в човні
- Тамара Папіташвілі — бабуся Володі
- Петро Мороз — епізод
- Олександр Гонтар — епізод
- Л. Горпенко — епізод
- Бека Ісаєв — епізод
- Гіа Аронішидзе — епізод
- Ольга Матешко — військовий лікар, капітан медслужби
- Євген Пашин — Микола Колишкін
- Віктор Уральський — літній санітар з собачою упряжкою
- Станіслав Рій — епізод
- Віктор Черняков — капітан у військкоматі
- Володимир Костюк — артилерист
- Тимофій Кохан — епізод
- Володимир Волков — штабний капітан
- Валерій Наконечний — артилерист
- Віктор Панченко — лейтенант Писарєв
- Віра Саранова — лікар в госпіталі
- Анатолій Соколовський — Соколовський
- Алім Федоринський — моряк-баяніст
- В'ячеслав Омельчук — епізод
- Олександр Агеєнков — артилерист
- Сергій Пономаренко — німець-танкіст
- Степан Жайворонок — чоловік, що йде на фронт
- Степан Донець — епізод

## Знімальна група
- Сценарій та постановка: Анатолій Буковський
- Оператор-постановник: Віталій Зимовець
- Художник-постановник: Петро Слабинський
- Композитор: Володимир Губа
- У фільмі використано музику М. Глінки і О. Грибоєдова
- Звукооператор: Богдан Міхневич
- Режисер: Сергій Омельчук
- Оператори: Л. Горлань, Б. Михайлов
- Режисер монтажу: Таїса Кряченко
- Художник-гример: Е. Одинович
- Костюми: Н. Совтус, Л. Чермних
- Комбіновані зйомки: оператор — В. Воронов, художник — Михайло Полунін
- Художник-декоратор: Г. Усенко
- Редактор: Юрій Морозов
- Директор картини: Зінаїда Миронова